# Stan Nițu
Stan Marin Nițu (n. 14 septembrie 1921, Sârbii-Măgura, România – d. 10 octombrie 2017, Pitești, România) a fost un general român în retragere. Este președintele filialei din Pitești a Asociației Veteranilor de Război.

## Biografie
A absolvit Liceul Teoretic Dinicu Golescu din Câmpulung, Școala militară de ofițeri de rezervă din Făgăraș și Școala Militară de ofițeri activi din Breaza.

### Al Doilea Război Mondial
În 1942 a fost încorporat la Regimentul 3 „Dorobanți” Slatina. După trei luni de instrucție, a plecat pe front la 6 iunie 1942.
A fost rănit de două ori în timpul celui de-al Doilea Război Mondial. A străbătut 9.000 de kilometri de la Cotul Donului până la Porțile Vienei de unde s-a întors la Făgăraș pe jos.
A primit 13 decorații, fiind veteran de război.